# Jean-Yves Le Gallou
Jean-Yves Le Gallou (ur. 4 października 1948 w Paryżu) – francuski polityk, urzędnik państwowy i samorządowiec, eurodeputowany IV kadencji.

## Życiorys
Studiował historię i geografię. Kształcił się następnie w Instytucie Nauk Politycznych w Paryżu oraz w École nationale d’administration. Pracował w ministerstwie spraw wewnętrznych, jako inspektor w Inspection générale de l'administration i w radzie regionalnej Île-de-France. W latach 1977–1983 był pracownikiem naukowo-dydaktycznym Instytutu Nauk Politycznych w Paryżu.
Pod koniec lat 60. związał się z think tankiem GRECE i ruchem politycznym tzw. Nowej Prawicy. W 1974 współtworzył i został sekretarzem generalnym narodowo-konserwatywnego stowarzyszenia Club de l'Horloge. Później dołączył do Partii Republikańskiej, współtworzącej Unię na rzecz Demokracji Francuskiej. Był członkiem władz republikanów, a w latach 1983–1985 zastępcą Patricka Devedjiana w merostwie miejscowości Antony.
W połowie lat 80. wstąpił do Frontu Narodowego. Od 1986 do 1988 pełnił funkcję sekretarza generalnego frakcji FN w Zgromadzeniu Narodowym. Następnie do 1998 zasiadał w biurze politycznym tego ugrupowania. W latach 1989–1991 był radnym w Colombes. Od 1994 do 1999 sprawował mandat eurodeputowanego IV kadencji, zasiadając m.in. w Komisji Budżetowej. Od 1986 do 2004 przez trzy kadencje wchodził w skład rady regionalnej Île-de-France. W 1998 odszedł z FN, dołączając do Narodowego Ruchu Republikańskiego, który utworzył Bruno Mégret.
Po 1999 powrócił do pracy w administracji publicznej. W ramach działalności społecznej powołał fundację Polemia (2002) i telewizję internetową TV Libertés. W 2022 zaangażował się w kampanię prezydencką Érica Zemmoura.